# Kongregation von der Verkündigung der seligen Jungfrau Maria
Die Kongregation von der Verkündigung der seligen Jungfrau Maria, einst auch Belgische Kongregation genannt (lat.: Congregatio Annuntiationis B.M.V.; franz.: Congrégation de l’Annonciation) ist ein Klosterverband der Benediktinischen Konföderation. Die Kongregation umfasst benediktinische Mönchs- und Nonnenkonvente in Abteien und Prioraten.

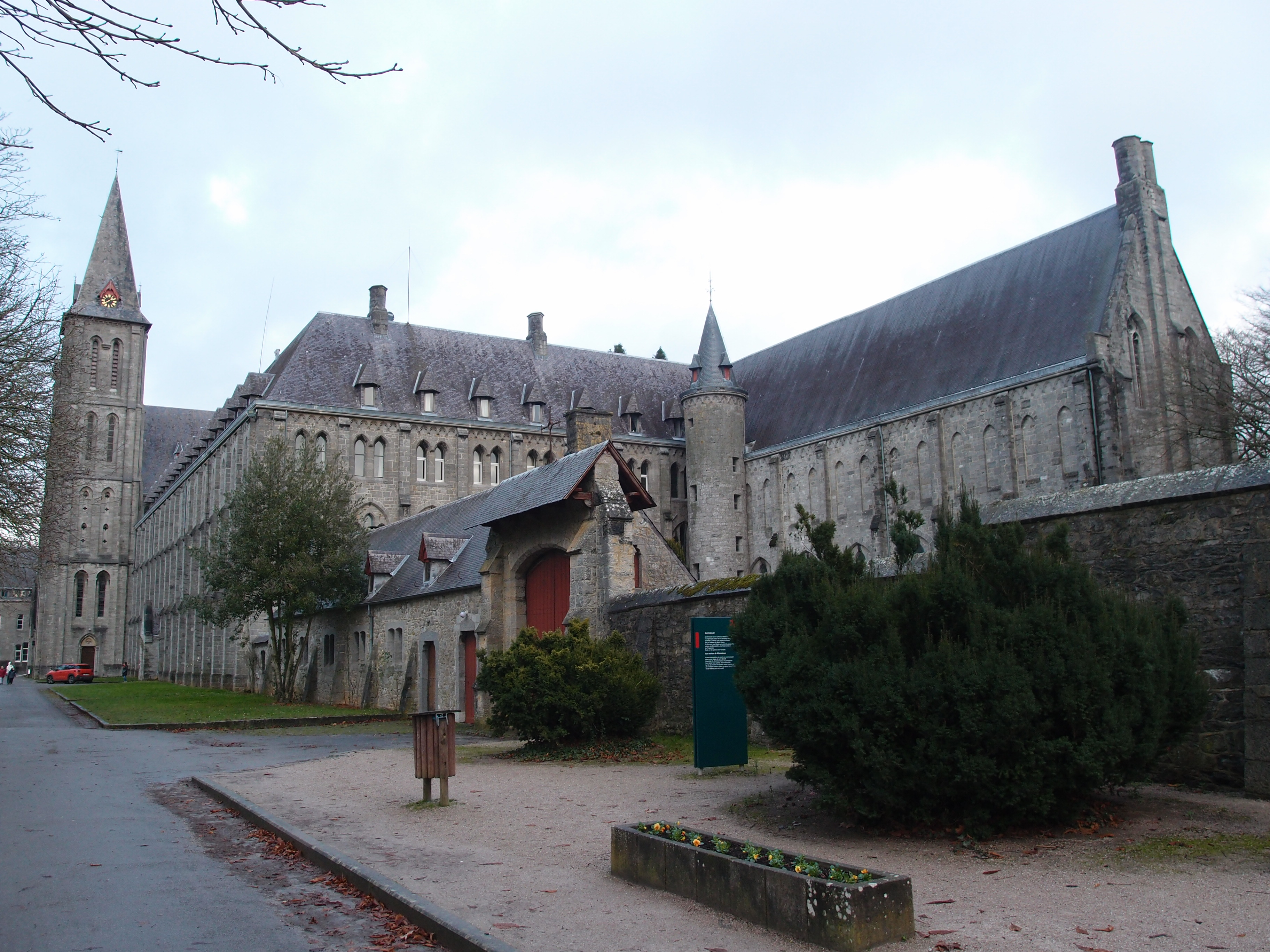
Abtei Maredsous – Gründungsmitglied der Kongregation

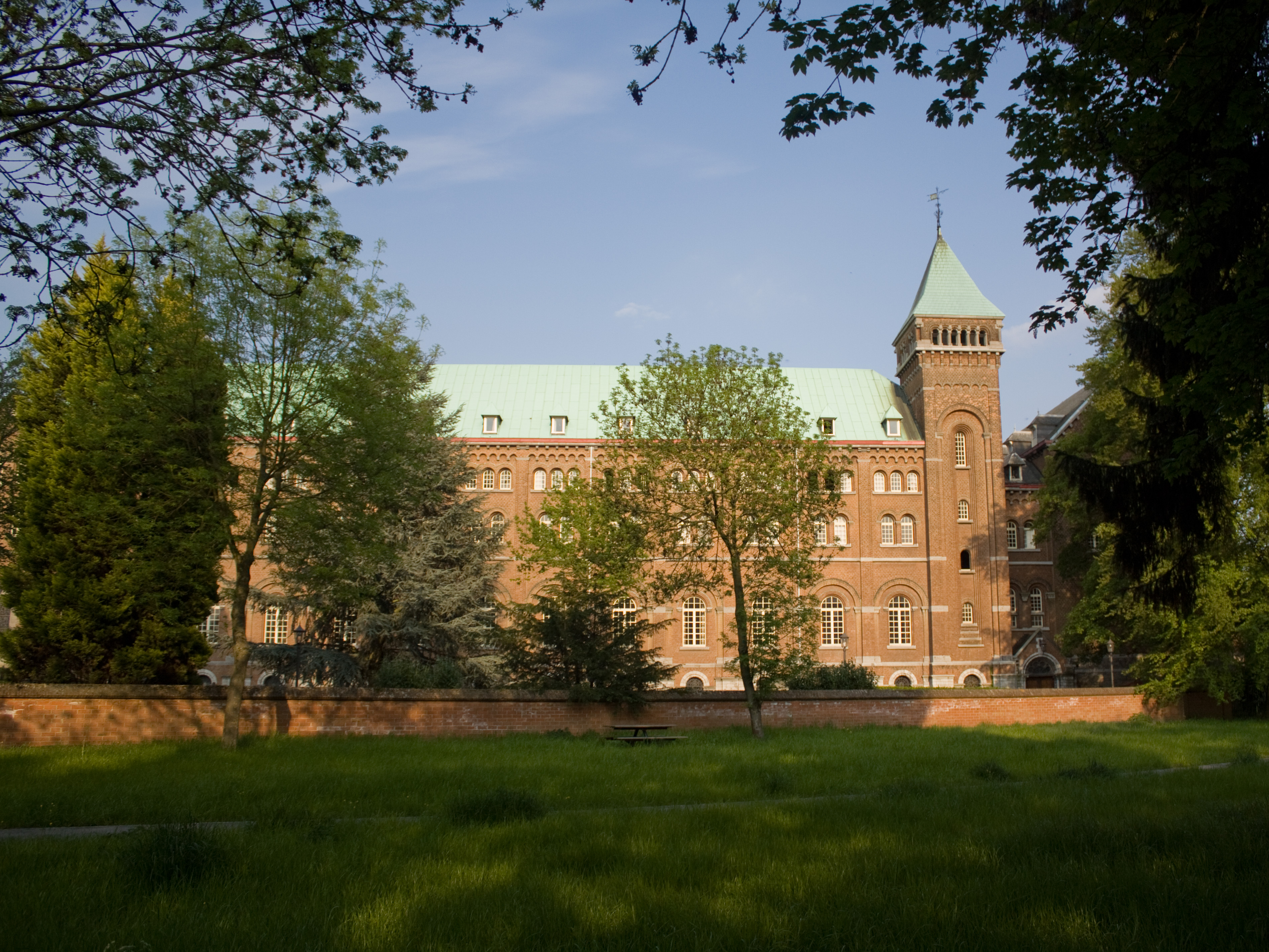
Abtei Keizersberg (Mont César) – Gründungsmitglied der Kongregation

## Geschichte
Die Kongregation wurde 1920 gegründet, als sich die belgischen Abteien Maredsous und Keizersberg nach den Erfahrungen des Ersten Weltkriegs von der Beuroner Kongregation trennten; die Abtei Keizersberg gehört heute der Kongregation von Subiaco und Montecassino an.

## Gegenwärtiger Stand
Die Kongregation ist eine von 19 Kongregationen des Benediktinerordens und umfasst 38 Klöster, darunter 18 selbständige und 11 abhängige Männerklöster sowie neun Frauenklöster (Stand 2025). Abtpräses der Kongregation ist seit 2018 Maksymilian R. Nawara OSB aus dem Kloster Lubin in Polen. Dass dem Zusammenschluss sowohl männliche (Mönchs-) als auch weibliche (Nonnen-)Klöster angehören, ist ordensrechtlich und auch innerhalb des Benediktinerordens eine Ausnahme und geht auf die Beuroner Kongregation zurück.

## Männerklöster
Belgien
- Priorat Clerlande, Ottignies-Louvain-la-Neuve (Monastère Saint-Andre de Clerlande; gegründet 1970)
- Abtei Maredsous, Denée (Abbaye de Maredsous; gegründet 1872)
- Abtei Zevenkerken, Sint-Andries (Sint-Andriesadbdij Zevenkerken; gegründet 1899)
- Priorat Wavreumont (Monastère Saint-Remacle; gegründet 1950)

 Deutschland
- Benediktinerabtei St. Matthias, Trier
- Benediktinerpriorat Huysburg, Dingelstedt

Frankreich
- Priorat Etiolles, Étiolles (Prieuré Saint-Benoit; gegründet 1942)

Guyana
- Mora Camp, Lower Mazaruni River, Bartica

Indien
- Priorat Asirvanam, Bangalore
- St. Thomas Abtei, Kappadu (gegründet 1988)

Irland
- Abtei Glenstal, Murroe (Glenstal Abbey; gegründet 1927)

Israel
- Dormitio-Abtei, Jerusalem

Kongo
- Priorat Lubumbashi, Lubumbashi (Monastère Notre-Dame-des-Sources; gegründet 1944)
- Prieuré de Mambre, Kinshasa (gegründet 1978)

Niederlande
- Abtei Egmond, Egmond (Sint Adelbert Abdij; gegründet 1935)

Nigeria
- Priorat Ewu-Ishan, Ewu-Ishan (gegründet 1979)

Peru
- Monasterio de la Resurrección, Chucuito, Peru

Polen
- Priorat Lubin
- Abtei Tyniec, Tyniec (Opactwo Benedyktynów; gegründet 1044)
- Klasztor Zwiastowania, Biskupów (gegründet 1987)

Portugal
- Abtei Singeverga, Roriz (Abadia de S. Bento de Singeverga; gegründet 1892)

Ruanda
- Monastère de Gihindamuyaga, Butare (gegründet 1978)

Slowakei
- Kláštor Premenenia Pána, Sampor (gegründet 2010)

Trinidad
- Abtei Mount St. Benedict, Tunapuna (Abbey of Our Lady of Exile; gegründet 1912)

USA (Kalifornien)
- Abtei St. Andreas (Valyermo), Valyermo (gegründet 1956)

## Frauenklöster
Belgien
- Priorat Ermeton-sur-Biert
- Priorat Hurtebise
- Abtei Liège
- Abtei Maredret

 Mexiko
- Abtei Ahuatepec
- Priorat Brügge

Ruanda
- Priorat Sovu